# Corycodus bouvieri
Corycodus bouvieri is een krabbensoort uit de familie van de Cyclodorippidae. De wetenschappelijke naam van de soort is voor het eerst geldig gepubliceerd in 1916 door Ihle.